# نیزه سه‌شاخ پوزئیدون

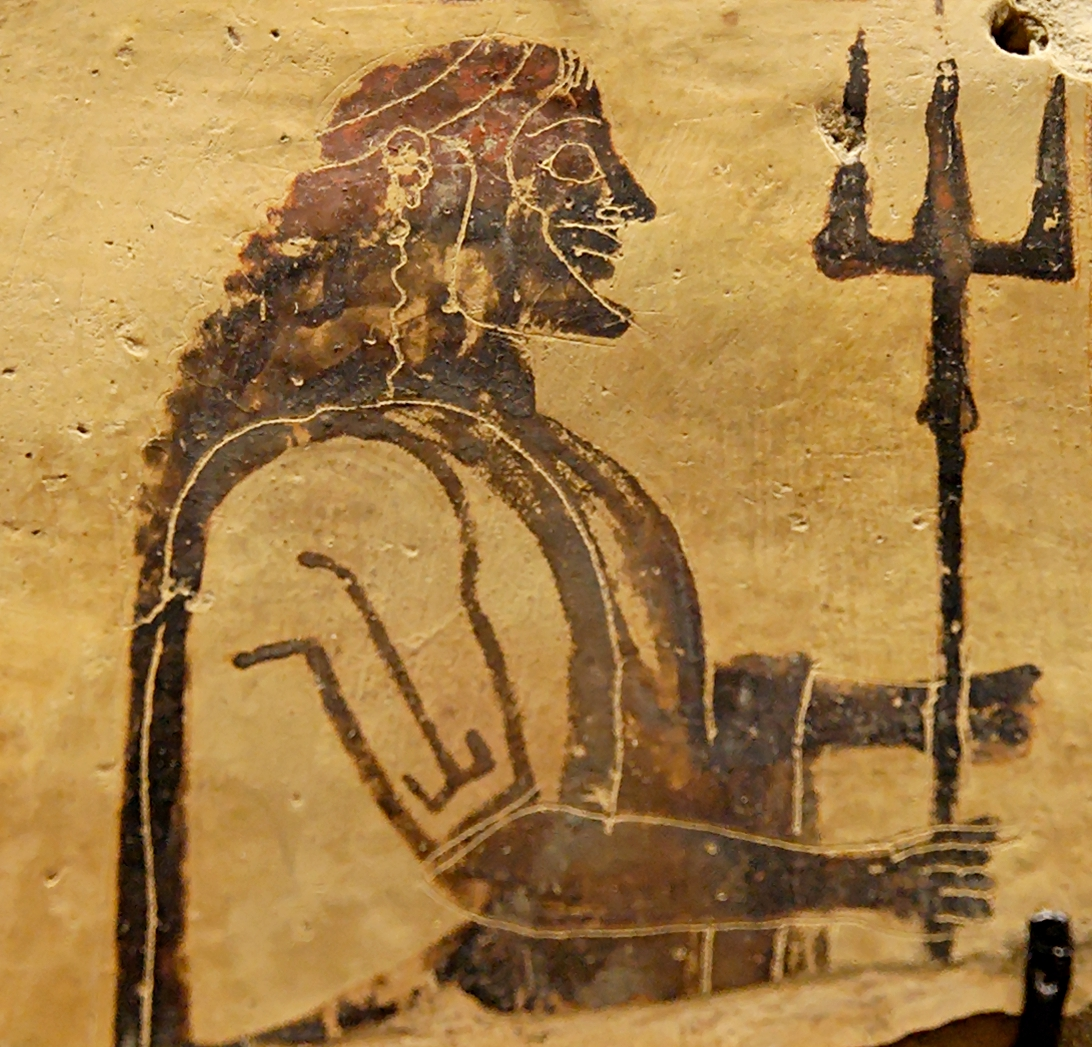
تصویری باستانی از پوزئیدون در موزه لور فرانسه در حالی که نیزه سه‌شاخ را در دست دارد

نیزه سه‌شاخ پوزئیدون (انگلیسی: Trident of Poseidon) یک نیزه سه‌شاخ و ویژگی سنتی و الهی (ایزدی) پوزئیدون یکی از دوازده ایزد المپ‌نشین بوده‌است که در بسیاری از تصاویر باستانی، به ویژه تصاویر منتسب به وی نمایان شده‌است. این نیزه سه‌شاخه توسط سیکلوپ‌ها ساخته شد. پوزئیدون در مقاطع مختلفی نیزه خود را به دست می‌گرفت از جمله او از نیزهٔ خود برای در هم کوبیدن آکروپولیس و ایجاد چاهی عظیم از آب دریا استفاده کرد که در نهایت باعث ایجاد رقابتی بین او و آتنا بر سر تصاحب آتیک گردید. هنگامی که پوزئیدون شکست خورد، از نیزه خود استفاده کرد تا زمین را خشک کند. قدیمی‌ترین سکه‌های پستوم مربوط به قرن ششم پیش از میلاد، پوزئیدون را نشان می‌دهد در حالی که سه‌شاخه‌ای را (شبیه به صاعقه زئوس) در دست راست خود دارد.

## ارجاعات امروزی
امروزه نماد نیزه سه‌شاخ پوزئیدون، نمادی است که مکرراً و به تعابیر مختلف از آن یاد می‌شود. از نشان شورای شهر لیورپول گرفته تا نشان نیروی دریایی یونان، کشتی یواس‌اس جان اس مک‌کین و موشک مشهور به ترایدنت. همچنین، تجسم‌بخشی به ملیت از بریتانیای کبیر، نمادی از بریتانیا (الهه) است در حالی که حامل نیزه سه‌شاخ پوزئیدون به نشانهٔ قدرت دریایی است. کشور باربادوس نیز پس از اعلام استقلال از بریتانیای کبیر، نقش نصفه و نیمه (شکسته‌شده) از این نیزه سه‌شاخ را با تعبیر پایان استعمارگری بریتانیا در وسط پرچم خودش قرار داد.

## نگارخانه

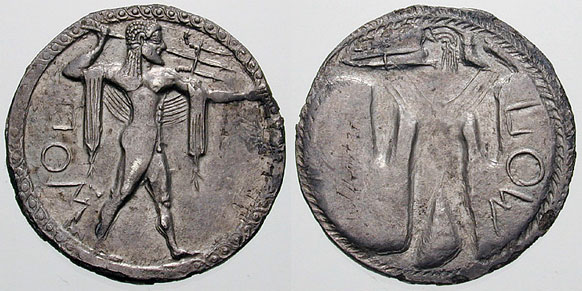